# Stade de Saint-Jean
Stade de Saint-Jean – wielofunkcyjny stadion znajdujący się w Saint-Jean na wyspie Saint-Barthélemy – terytorium zależnym Francji. Jest jedynym stadionem na wyspie i swoje mecze na nim rozgrywają miejscowe drużyny rugby i reprezentacja Saint-Barthélemy w piłce nożnej.